# Слов'янка (Новосибірська область)
Слов'янка (рос. Славянка) — село у Баганському районі Новосибірської області Російської Федерації.
Входить до складу муніципального утворення Лозовська сільрада. Населення становить 188 осіб (2010).

## Історія
Згідно із законом від 2 червня 2004 року органом місцевого самоврядування є Лозовська сільрада.

## Населення
| 2002 | 2007 | 2010 |
| ---- | ---- | ---- |
| 174  | ↗188 | ↘139 |